# Microctenopoma damasi
Ктенопо́ма Дама́ (Microctenopoma damasi) — тропічний прісноводний вид африканських лабіринтових риб з родини анабасових (Anabantidae).

## Опис
Самці виростають до 72 мм, самки — до 61 мм загальної довжини. Тіло високе й сплощене з боків. Його висота в 2,9-3,0 рази менша за стандартну (без хвостового плавця) довжину. Хвостове стебло коротке (3,3-5,7 % стандартної довжини), його висота в 5,9-6,9 разів менша за стандартну довжину. Рот трохи витягнутий, очі великі, міжорбітальна відстань у 3,2-3,7 разів менша за довжину голови. В спинному плавці 14-19 твердих і 6-9 м'яких променів, в анальному 9-12 твердих і 6-9 м'яких. 26-30 лусок у бічному ряду.
Забарвлення темно-сіре, майже чорне, з блакитними цятками на боках та плавцях.
Самці приблизно на 1 см більші й стрункіші за самок, мають темніше забарвлення. У самок більш загострена голова й більше черево. В багатьох самців старшого віку ділянка лоба стає помітно круглішою. В збудженому стані, наприклад під час нересту, забарвлення самців стає синьо-чорним, і на цьому тлі гарно контрастують переливчасті блакитні цятки на тілі, анальному, хвостовому та спинному плавцях. Самка в нерестову добу має коричнювате з білою смугою забарвлення. Також стать можна розрізнити за розміром черевних плавців. У самців вони великі, а перші промені помітно подовжені. В молодих риб стать розрізнити важко.

## Поширення
Водиться в Африці, в басейні озера Едвард, в межах Демократичної Республіки Конго та Уганди. Цей вид досить широко розповсюджений у цьому регіоні. Зустрічається в дрібних болотистих водоймах, часто з бідною на кисень водою. Параметри води: pH 6,5-7,5, твердість до 15 °dH, температура 26-30 °C.
Численні екземпляри ктенопоми Дама були знайдені в маленьких озерцях, поверхня яких повністю заросла пістією. Зазвичай тримаються біля берега й уникають відкритої води. Симпатричним спорідненим видом є Ctenopoma muriei.
Про конкретні загрози існуванню Microctenopoma damasi нічого не відомо.

## Утримання в акваріумі
Вперше Microctenopoma damasi була завезена до Німеччини 1968 року. Ктенопома Дама або, як її ще називають акваріумісти, перлинна ктенопома рідко зустрічається в акваріумах аматорів.
Це мирна, але трохи ляклива рибка, що веде прихований спосіб життя. Акваріум облаштовують таким чином, щоб риби мали багато можливостей заховатися. На задньому плані висаджують густі кущі рослин. Додаткові схованки створюють за допомогою керамічних горщиків, які кладуть боком, корчів, з каміння викладають печери. Освітлення має бути приглушеним. Полюбляють ховатися під великим листям рослин, що плаває на поверхні. Риби плавають небагато, а протягом дня — переважно лише за черговим ковтком повітря. Дещо активнішими стають уночі. Справжню активність у перлинної ктенопоми можна спостерігати тільки коли риби відчувають потяг до нересту.
До спільного акваріума ці риби не підходять. Краще тримати їх у видовому акваріумі, де можуть перебувати разом 1-2 пари. Розмір акваріума — близько 60 літрів.
Особливих вимог до якості води не висувають. Температура може бути в межах 20-25 °C.
Як і всі лабіринтові риби, перлинна ктенопома використовує для дихання атмосферне повітря. Тому акваріум накривають кришкою, щоб над поверхнею зберігалося тепло, й риби не застудилися, ковтаючи повітря.
До кормів не вибагливі, годують цих риб звичайними кормами для акваріумних риб, але перевагу вони надають живим кормам: мотиль, циклопи, артемія, личинки комара кулекс, коретра. Пластівці та гранули сухого корму попередньо замочують. Рибки схильні до переїдання.

## Розведення
Перлинні ктенопоми визрівають і починають нереститися у віці близько 8 місяців. Зрілих самок легко впізнати по товстому череву. У великому акваріумі, де тримають разом групу риб, можна побачити пари, які майже завжди тримаються разом, причому одна риба ніби веде за собою іншу.
Для розведення потрібне нерестовище на 40 літрів зі схованками для самки. Бажана наявність дрібнолистих рослин, що плавають на поверхні, наприклад, водяної папороті або річчії. Самець використовуватиме їх для будівництва гнізда. Риб не слід турбувати, тому переднє скло в нерестовищі рекомендується закрити. Для нересту слід використовувати по можливості м'яку й бідну на мінерали воду. Температура води має становити 28–30 °C, твердість — 4–10 °dH, рН 6,5–7,5. Рівень води близько 15 см.
Самці будують гнізда з піни. Гніздо може розташовуватись як у вільній воді, так і під листком плавучої рослини. Зазвичай воно буває великим за площею (близько 10 см в перетині), але невисоким (0,5 см), а коли гніздо влаштоване під листком плавучої рослини — близько 4 см в перетині й 1,5 см заввишки. Будівництво гнізда триває понад годину, а буває, що й більше, ніж день. Самець старанно працює, а барви на його тілі та плавцях у цей час темнішають. Нерестове забарвлення самки навпаки стає світлішим. Якщо в нерестовищі перебуває декілька самців і декілька самок, може трапитись, що кілька самців підтримуватимуть одне гніздо, а під час нересту самки змінюватимуть партнерів.
Самка постійно намагається перебувати біля гнізда, але самець спочатку відганяє її. Врешті самці вдається непомітно наблизитись до гнізда, вона легко торкається ротом боку партнера, а той розправляє плавці й вигинає тіло. Самка запливає в цей вигин й опиняється затиснутою в обіймах. При цьому вона лише трохи повертається носом догори або займає горизонтальне положення. Під час обіймів, які тривають близько 30 секунд, самка відкладає порцію ікри, а самець запліднює її. Звільняючись від обіймів, самка, як правило, швидко тікає в свою схованку, адже самець відразу стає дуже агресивним і проганяє її. Ікринки повільно спливають до поверхні води. Самець впорядковує гніздо. За 10-20 хвилин спаровування повторюється, паузи між черговими актами відкладання ікри стають все коротшими. Загалом нерест триває 2-3 години. За цей час відкладається від 300 до 1200 ікринок розміром 0,76 мм в перетині.
Самку забирають з нерестовища, а самець лишається охороняти майбутнє потомство. Залежно від температури води, личинки вилуплюються за 24-36 годин. Вони мають розмір 2 мм завдовжки. Ще за 4-5 днів личинки перетворюються на мальків, починають вільно плавати й харчуватись. Самця відсаджують з нерестовища, а рівень води в акваріумі зменшують до 5-10 см, забезпечують слабку аерацію. Перший час малькам дають інфузорії, коловерток та яєчний жовток, далі переходять на більші корми. Мальки починають дихати атмосферним повітрям у віці 37-45 днів, маючи розмір близько 7,7 мм завдовжки. Тепер рівень води в акваріумі можна збільшити, аерація більше не потрібна.